# Девечинский лиман
Девечинский лиман (Дивичинский лиман; азерб. Dəvəçi limanı) или Агзыбирчала (азерб. Ağzıbirçala) — болотистое пресноводное озеро на берегу Каспийского моря. В прошлом, озеро было лиманом и имело важное рыбохозяйственное значение. Так, в 30-е гг. XX века в нём вылавливалось 500 – 600 центнеров рыбы в год. Располагается в Самур-Девечинской низменности на территории Шабранского района Азербайджана. Площадь — 13,8 км², объём — 10 м³.
В озеро Агзыбирчала впадают реки Шабранчай, Девечи и Тахтакерпю, и вытекает 4-х километровая река Гарадахна, которая впадает в Каспийское море.
В сезон охоты здесь ведётся охота на птиц и лов рыбы.